# Pivka Jama
Die Pivka Jama (ausgesprochen: Pjuka Jama, deutsch: Poikhöhle) ist eine touristisch erschlossene Karsthöhle im südwestlichen Slowenien. Sie ist ein Teil des vom Fluss Pivka geschaffenen Höhlensystems, dessen bekanntester Bestandteil die Höhlen von Postojna sind.

## Lage und Ausdehnung
Die Pivka Jama liegt etwa 3 Kilometer nördlich der Stadt Postojna. Ihr Zugang liegt in einem Campingplatz und ist der größte der in der Gegend des slowenischen Karstes vorkommenden Naturschächte. Der etwa 60 m tiefe Schacht ist durch eine 1925 errichtete Treppe mit mehr als 300 Stufen erschlossen, die in mehreren Kehren zum Grund führen. Dort ist am Fuß der Felswand der Eingang der Höhle.
In der Höhle fließt die Pivka durch ein System von Spalten und Kammern, die zum Teil mit Tropfsteinen bedeckt sind. Dem Flusslauf in der Pivka Jama fließt das Wasser in zwei Armen zu. Der so genannte Perko-Gang zweigt kurz vor der Magdalena-Höhle, einem westlich der Pivka Jama gelegenen Eingang in das Postojna-Höhlensystem, vom Lauf der Pivka ab und durchfließt danach die unterste Ebene der Črna Jama (Schwarze Höhle), einem weiteren durch einen Naturschacht zugänglichen Teil des Höhlensystems. Mit der Pivka-Höhle ist dieser Arm durch einen Siphon verbunden. Der andere Arm der Pivka durchfließt die Magdalena-Höhle; er ist ebenfalls durch einen Siphon mit der Pivka-Höhle verbunden. In der Pivka Jama vereinigen sich beide Arme und fließen in nördliche Richtung am Eingang der Höhle vorbei, um eine kurze Strecke dahinter in einem weiteren Siphon zu verschwinden. Das Wasser der Pivka tritt erst wieder in Planina ans Tageslicht, mehr als zwei Kilometer von der Pivka Jama entfernt. Ein etwa 950 m langer Teil des verbindenden Höhlenteils ist bereits durch Höhlentaucher erkundet worden, weitere 1.500 m sind bisher nicht bekannt (Stand 2007).
Die Besichtigungsroute führte stromaufwärts in südliche Richtung, zunächst durch einige größere Hallen, dann am Rand der Pivka entlang eines 1925 in die Felswand geschlagenen Weges. Durch einen kurzen Stollen ist das Südende der Pivka Jama mit der Črna Jama verbunden, in welcher ein weiterer, normalerweise durch ein Tor verschlossener künstlicher Stollen den Zugang zu den Höhlen von Postojna ermöglicht.

## Entstehung
Das Höhlensystem von Postojna ist der obere Teil des stark durch den Karst geprägten Einzugsgebietes der Ljubljanica und ist mindestens seit dem frühen Pleistozän durch die Pivka, den Hauptabfluss des Pivka-Beckens und ihre unterirdischen Zuflüsse geschaffen worden. Datierungen der im Höhlensystem abgelagerten Sedimente ergaben ein Alter von bis zu 0,9 Millionen Jahren. Die Entstehung der Höhlen hängt damit zusammen, dass am Südwestrand des Pivka-Beckens der wenig wasserdurchlässige eozäne Flysch im Untergrund des Beckens gegen mächtige Kalksteinschichten der Kreide grenzt, die einen oft sehr reinen Kalkstein aufweisen, der ungleich stärker durch Wasser aufgelöst wird als die Sandsteine und Tonsteine des Flyschs.
Das zunächst oberflächlich abfließende Wasser drang entlang von Klüften und Störungszonen in das Kalkgestein vor und führte zur Entstehung von Höhlen, die eine Verlagerung des Gewässernetzes in den Untergrund erlaubten. Unterstützt wurde dieser Ablauf durch tektonische Vorgänge, die zum Absinken und Aufsteigen der geologischen Einheiten gegeneinander führten, so dass das Wasser sich ständig neue Wege suchen musste. Die jeweils aktiven Höhlenabschnitte wurden darüber hinaus durch die von der Pivka und ihren Vorgängerflüssen mitgeführten Sand-, Kies- und Geröllmassen erweitert.
Der Verlauf der Höhlengänge des Postojna-Höhlensystems zeigt zwei Hauptrichtungen. Ein großer Teil der Gänge verläuft deutlich in Nordwest-Südost-Richtung und damit parallel zu tektonischen Störungen im Höhlengebiet. Ein zweiter Teil steht etwa senkrecht dazu und ist stärker verzweigt als der andere Teil.
In den Bereichen, in denen das Kalkgestein wenig widerständig ist – also etwa in Störungs- und Kluftzonen und vor allem an Überkreuzungen solcher Zonen – kann es zum wiederholten Einstürzen der Höhlendecke kommen, die in vielen Fällen schließlich die Erdoberfläche erreichen und dort Dolinen bilden. Kann das unterirdische Gewässer die Trümmermassen fortschaffen, so wird die Doline weitestgehend freigeräumt. Ein solcher Fall liegt bei der Pivka Jama vor, bei der sich im harten Kalkstein bis zu 60 Meter hohe Felswände gebildet haben, an deren Fuß eine Öffnung zur Höhle der Pivka führt.

## Erforschungsgeschichte
Während die Höhlen von Postojna bereits seit dem 16. Jahrhundert überregional bekannt waren und ihre touristische Erschließung ab 1819 energisch vorangetrieben wurde und auch die Črna Jama (damals noch Magdalena Jama benannt, der heutige Name einer weiteren Schachthöhle in der Nähe) durch die Entdeckung eines weiteren Vorkommens des Grottenolms in dieser Höhle im Jahre 1797 durch Josip Jeršinovič von Löwengreif einen gewissen Ruhm genoss, fand die Pivka Jama aufgrund ihres beschwerlichen Zugangs wenig Beachtung. Erst Adolf Schmidl erforschte in seinen ab 1852 publizierten Untersuchungen insgesamt 5.250 m des unterirdischen Flusslaufs der Pivka, indem er vom Haupteingang der Höhle von Postojna wie auch von der Pivka Jama und der Planina Jama in das Höhlensystem vordrang. 1854 gab er eine kurze Beschreibung des von ihm 1850 untersuchten, damals nicht sehr weit zugänglichen Teiles der Pivka Jama sowie in einem Nachsatz die Beschreibung eines zweiten Besuches im Jahr 1852, während dessen er mit seinen Begleitern flussabwärts 150 und flussaufwärts 500 Klafter vordringen konnte. Er war von den Sinterbildungen der Pivka Jama solchermaßen angetan, dass er schrieb:
„Wenn irgend eine Höhle in Krain zugänglich gemacht zu werden verdient, so ist es die Piuka Jama. Der Adelsberger Calvarienberg, der See in der Planinahöhle und die Dolenzpforte in der Piuka Jama sind zweifelsohne die Glanzpuncte der dortigen Höhlenwelt!“
Zu Schmidls Zeit wurde die Anlage eines Eisenbahntunnels durch das Höhlensystem diskutiert, der jedoch wegen der 1857 eröffneten oberirdischen Strecke Ljubljana – Triest nicht zur Ausführung gelangte.
Ein Zusammenhang der Höhlen von Postojna mit der Pivka Jama konnte von Schmidl nicht bewiesen werden, und auch die Untersuchungen von Franz Kraus, der 1885 von der Pivka Jama diesen Zusammenhang herstellen wollte, waren aufgrund der in diesem Jahr früh einsetzenden herbstlichen Hochwässer nicht erfolgreich. Der unterirdische Lauf der Pivka wurde im Jahr 1893 durch Édouard Alfred Martel und Mitglieder der Anthron-Gesellschaft, einer Vereinigung von Höhlenforschern aus Postojna, über die Otoska Jama bis zur heutigen Magdalena Jama erforscht, und schließlich wurde im Rahmen von Martels Erkundungen auch die Verbindung der Magdalena Jama zur Pivka Jama bewiesen.
Nach dem Ersten Weltkrieg wurde das Hinterland von Triest Italien zugeschlagen. Aufgrund der Lage an der Grenze zum Königreich Jugoslawien wurden in den 1920er-Jahren vom italienischen Militär Galerien und Stollen angelegt, die die Höhlen von Postojna, die Črna Jama und die Pivka Jama verbanden. Geplant war eine durchgehende Verbindung bis in die Höhle von Planina als Zugang von Italien nach Jugoslawien. Aufgrund technischer Schwierigkeiten wurde diese Verbindung jedoch niemals fertiggestellt. 1929 wurde die Pivka Jama im Zuge der Installation eines neuen Beleuchtungssystems in der Höhle von Postojna mit elektrischem Licht ausgestattet. 1944 wurde die so entstandene Verbindung der Höhlen von jugoslawischen Partisanen dazu genutzt, ein im Eingang der Höhlen von Postojna errichtetes deutsches Benzinlager zu erreichen und in Brand zu stecken.